# Battaglia di Dubino
La battaglia di Dubino fu combattuta il 2 febbraio 1525 durante le Guerre di Musso tra l'esercito dei Grigioni e quello ducale di Milano, capitanato da Gian Giacomo Medici e sul campo dal conte Gerardo d'Arco.
Lo scontro si originò dal fatto che il conte d'Arco era stato inviato dai ducali, su ordine del comandante Gian Giacomo Medici, a ristabilire l'ordine in Valtellina in nome del duca Francesco II Sforza, rafforzando i suoi diritti su quell'area.
Il cronista locale Stefano Del Merlo riportò alcuni stralci dello scontro, indicando come le truppe ducali siano giunte in Valtellina col favore della notte, buttando un ponte sull'Adda e portandosi sul far del giorno a Dubino dove si accampò nell'area fortificata. Quando i Grigioni invasero l'area il conte d'Arco, troppo fiducioso nelle proprie truppe e non misurando attentamente le forze del nemico, decise di uscire allo scoperto dal proprio accampamento e venne così sconfitto dai nemici.
Una delle figure più singolari dello scontro fu indubbiamente quella di Bartolomeo Salis, arciprete di Sondrio, il quale si schierò a favore dei Grigioni e venne nominato loro comandante sul campo. Questi, non solo non risiedeva tra i suoi parrocchiani, ma dimostrò una particolare propensione all'attività bellica distinguendosi per aver ucciso a colpi di scure undici nemici.